# Lingombe
Ne pas confondre avec les homonymes Ngombe ou le paronyme Gombe
Le lingombe ou ngombe (lingɔmbɛ en lingombe) est une langue bantoue parlée par les Ngombes.

## Classification
Le lingombe est identifié par C.41 dans la classification de Guthrie.

## Répartition géographique
Le lingombe est parlé dans plusieurs zones au nord et au sud du fleuve Congo entre Makanza et Lisala, et aussi au nord-ouest de Bumba.